# Ронилац Дејв
Ронилац Дејв (енг Dave the Diver) je видео-игра развијена и објављена од стране Mintrocket студија. Објављена је 28. јуна 2023. за Windows i Mac OS. Верзија за Nintendo Switch je објављена у 26. октобра 2023. Верзија за Playstation 4 i Playstation 5 je објављена 16. априла 2024.
Игра комбинује различите стилове акције и авантуре, као и менаџмента. Играч истражује морске дубине, околину и сакупља ресурсе за суши ресторан.  Играч истражује подводни свет, рибе и разне материјале. Дејв је опремљен харпуном, али можете да користи и разне друге алате као и додатке за харпун, који се могу пронаћи у току игре. Дејв је опремљен залихом кисеоника који се смањује уколико је нападнут од стране агресивних животиња или препрека. Уколико остане без кисеника у току зарањања, сесија се прекида и само један пронађени ресурс се може вратити. Играчи могу да користе злато зарађено током игре да побољшају Дејвову опрему на различите начине, као што је повећање његове тежине и капацитета кисеоника или омогућавање да зарони дубље.
На крају сваког дана у игри, Дејв помаже суши кувару Банчоу да води ресторан, користећи рибу сакупљену током сесија роњења за прављење сушија и других ставки са менија. Играчи тада морају да служе ова јела купцима док служе пиће, чисте столове и допуњавају васаби. Добар учинак ће играчима донети злато и повећати заступљеност ресторана, откључавајући нове рецепте, надоградње и козметику. Повремено ће се појавити специјални купци и ВИП гости, који захтевају од играча да прикупи одређене састојке како би направио своје жељено јело. Решавањем ових захтева, откључавају се додатне функције за ресторан као што су узгој пиринча и другог поврћа. Игра садржи више споредних ликова који нуде споредне задатке и надоградње, догађаје који се појављују током календара у игри и разне мини игре које се могу откључати. Да би сте напредовали даље, играчи ће се суочити са разним мини шефовима, са посебним моћима и слабостима који ће испустити специјалне састојке. Играчи ће морати да решавају загонетке да би откључали нова подручја која садрже различите рибе, које се вреднују по вишој цени.

## Развој
Dave the Diver je првобитно најављен као мобилна игра 2018. године од стране Nexon Mobile подружница NeoPle и Studio 42 у сарадњи са National Geographic како би „довели свест о сву лепоту коју океан има и како полако нестаје, пре него што је у мају 2022. поново најављена као прва игра од стране Nexon подружнице Mintrocket студија.
Директор игре Јаехо Хванг засновао је почетни концепт на ресторану из стварног живота на острву Јеју, чији власник рони у потрази за састојцима током дана и служи их током вечери.
Минтрокету је било изазовно да уравнотежи различите механике игре тако да се ниједан одређени елемент игре не понавља, што су решили покушајима и грешкама током раног приступа.
Игра је ушла у рани приступ у октобру 2022. званично је објављена за MacOS и Windows 28. јуна 2023.
Порт за Nintendo Switch је објављен 26. октобра 2023. Портови за Playstation 4 и Playstation 5 објављени су 16. априла 2024.
Бесплатан садржај за преузимање заснован на хорор игри  Dredge је објављен 15. децембра 2023. Садржај додаје временске прилике у магли у којима играч може пронаћи вредне предмете и ухватити јединствене врсте рибе.  Други временски ограничен садржај за преузимање је садржај из Godzilla франшизе. Садржи додатне мисије, као и нове рецепте и декорације. Ојављен је 23. маја 2024. Уклоњен је 23.новембра. Планирано је да се даља ажурирања садржаја објаве у будућности, укључујући и причу са називом Dave the Diver in The Jungle ( Ронилац Дејв у џунгли ).

## Критике
Dave the Diver добио је "универзално признање" на основу 44 критике критичара према агрегатору рецензија Metacritic.

Хвалећи комплексност игре, али је називајући је "потпуно опуштајућом", рецензент PC Gamer је рекао да је већ ушла у његов ужи избор за игру године од јуна 2023. IGN je  је то означио као избор уредника и рекао да је „здраво, дивно сложено и тешко за оставити.

## Продаја
Два дана након објављивања, Dave the Diver је био пети најпродаванији производ на Steam платформи. Више од три милиона примерака продато је до јануара 2024. Новембра 2024. Mintrocket je објавио да је продаја премашила 5 милиона примерака на свим платформама.
Игра је била номинована за игру године у више категорија.